# Франк Шлек
Франк Шлек (* 15 април 1980 в Люксембург) е люксембургски професионален колоездач.

## Кариера
Шлек, чийто баща е бивш професионален колоездач, започва да тренира в младежкия отбор на Клауд Контер. Там е и неговият по-голям брат Анди Шлек. По-късно участва в състезания в чужбина, например в Италия и Франция.
Постига добри контакти с Маршал Джилс, което му позволява за един месец да тренира в отбора на CSC. Чрез добро представяне и добри постижения, той се преборва за място в тима. Неговият брат Анди също се състезава за CSC от 2005 г.
На 18 юли 2006 г. той печели етап 15 от Обиколката на Франция (Tour de France). С това той става първият люксембургски колоездач, от времето на Еди Шутц през 1966, спечелил етап на Обиколката на Франция.
От 20 юли до 23 юли Франк носи Жълтата фланелка на Обиколката на Франция.

## Отбори
- 2009 – Саксобанк
- 2003 – 2008 Отбор CSC
- 2002 Люксембургски национален отбор

## Големи победи
- 1-ви  Световен шампион в общ старт

|  | Тази страница частично или изцяло представлява превод на страницата Fränk Schleck в Уикипедия на немски. Оригиналният текст, както и този превод, са защитени от Лиценза „Криейтив Комънс – Признание – Споделяне на споделеното“, а за съдържание, създадено преди юни 2009 година – от Лиценза за свободна документация на ГНУ. Прегледайте историята на редакциите на оригиналната страница, както и на преводната страница, за да видите списъка на съавторите. ВАЖНО: Този шаблон се отнася единствено до авторските права върху съдържанието на статията. Добавянето му не отменя изискването да се посочват конкретни източници на твърденията, които да бъдат благонадеждни. |